# Vitali Abramov
Pour les articles homonymes, voir Abramov.
Vitali Igorevitch Abramov - en russe : Вита́лий И́горевич Абра́мов et en anglais : Vitaly Abramov - (né le 8 mai 1998 à Tcheliabinsk en Russie) est un joueur professionnel russe de hockey sur glace. Il évolue au poste d'attaquant.

## Biographie

### Carrière en club
Formé au Traktor Tcheliabinsk, il commence sa carrière junior en 2014-2015 avec les Belye Medvedi dans la MHL. Il est sélectionné au premier tour, en treizième position lors de la sélection européenne 2015 de la Ligue canadienne de hockey par les Olympiques de Gatineau. Il part alors en Amérique du Nord et joue trois saisons dans la Ligue de hockey junior majeur du Québec. Il est choisi au troisième tour, en soixante-cinquième position par les Blue Jackets de Columbus lors du repêchage d'entrée dans la LNH 2016. Il joue se premiers en senior avec les Monsters de Cleveland, club ferme des Blue Jackets dans la Ligue américaine de hockey en 2017. Les Blue Jackets échangent Abramov, Jonathan Davidsson, et deux premiers choix conditionnels au repêchage d'entrée dans la LNH aux Sénateurs d'Ottawa en retour de Matt Duchene et Julius Bergman le 22 février 2019. Le 21 mars 2019, il joue son premier match dans la Ligue nationale de hockey avec les Sénateurs face aux Flames de Calgary. Il marque son premier but lors de son deuxième match face aux Blues de Saint-Louis le 10 octobre 2019.
Abramov remporte la Coupe Gagarine 2022 et 2023 avec le HK CSKA Moscou.

### Carrière internationale
Il représente la Russie au niveau international. Il prend part aux sélections jeunes. Il honore sa première sélection avec l'équipe nationale senior le 11 novembre 2021 face à la Finlande lors d'un match de la Coupe Karjala.

## Statistiques

### En club
| Saison    | Équipe                  | Ligue |    | Saison régulière | Saison régulière | Saison régulière | Saison régulière | Saison régulière |   | Séries éliminatoires | Séries éliminatoires | Séries éliminatoires | Séries éliminatoires | Séries éliminatoires |
| Saison    | Équipe                  | Ligue | PJ | B                | A                | Pts              | Pun              | PJ               | B | A                    | Pts                  | Pun                  |                      |                      |
| 2014-2015 | Belye Medvedi           | MHL   | 20 | 8                | 6                | 14               | 8                | -                | - | -                    | -                    | -                    |                      |                      |
| 2015-2016 | Olympiques de Gatineau  | LHJMQ | 63 | 38               | 55               | 93               | 36               | 10               | 7 | 6                    | 13                   | 8                    |                      |                      |
| 2016-2017 | Olympiques de Gatineau  | LHJMQ | 66 | 46               | 58               | 104              | 76               | 7                | 1 | 6                    | 7                    | 12                   |                      |                      |
| 2016-2017 | Monsters de Cleveland   | LAH   | 4  | 1                | 3                | 4                | 2                | -                | - | -                    | -                    | -                    |                      |                      |
| 2017-2018 | Olympiques de Gatineau  | LHJMQ | 16 | 12               | 14               | 26               | 21               | -                | - | -                    | -                    | -                    |                      |                      |
| 2017-2018 | Tigres de Victoriaville | LHJMQ | 40 | 33               | 45               | 78               | 46               | 13               | 9 | 7                    | 16                   | 21                   |                      |                      |
| 2018-2019 | Monsters de Cleveland   | LAH   | 52 | 12               | 10               | 22               | 28               | -                | - | -                    | -                    | -                    |                      |                      |
| 2018-2019 | Senators de Belleville  | LAH   | 18 | 4                | 3                | 7                | 8                | -                | - | -                    | -                    | -                    |                      |                      |
| 2018-2019 | Sénateurs d'Ottawa      | LNH   | 1  | 0                | 0                | 0                | 0                | -                | - | -                    | -                    | -                    |                      |                      |
| 2019-2020 | Sénateurs d'Ottawa      | LNH   | 2  | 1                | 0                | 1                | 2                | -                | - | -                    | -                    | -                    |                      |                      |
| 2019-2020 | Senators de Belleville  | LAH   | 51 | 18               | 23               | 41               | 30               | -                | - | -                    | -                    | -                    |                      |                      |
| 2020-2021 | Jukurit Mikkeli         | Liiga | 8  | 5                | 2                | 7                | 2                | -                | - | -                    | -                    | -                    |                      |                      |
| 2020-2021 | Sénateurs d'Ottawa      | LNH   | 2  | 0                | 0                | 0                | 0                | -                | - | -                    | -                    | -                    |                      |                      |
| 2019-2020 | Senators de Belleville  | LAH   | 23 | 7                | 12               | 19               | 10               | -                | - | -                    | -                    | -                    |                      |                      |
| 2021-2022 | Traktor Tcheliabinsk    | KHL   | 41 | 8                | 9                | 17               | 26               | -                | - | -                    | -                    | -                    |                      |                      |
| 2021-2022 | HK CSKA Moscou          | KHL   | 4  | 0                | 0                | 0                | 2                | 22               | 5 | 4                    | 9                    | 6                    |                      |                      |
| 2022-2023 | HK CSKA Moscou          | KHL   | 52 | 11               | 5                | 16               | 20               | 26               | 4 | 1                    | 5                    | 6                    |                      |                      |
| 2023-2024 | HK CSKA Moscou          | KHL   | 59 | 13               | 19               | 32               | 22               | 5                | 1 | 0                    | 1                    | 2                    |                      |                      |
| 2024-2025 | HK CSKA Moscou          | KHL   | 44 | 19               | 16               | 35               | 33               | -                | - | -                    | -                    | -                    |                      |                      |

### En équipe nationale
| Année | Compétition                 |   | PJ | B | A | Pts | Pun | +/-             |  | Résultat |
| 2018  | Championnat du monde junior | 5 | 1  | 0 | 1 | 4   | -4  | Cinquième place |  |          |

## Trophées et honneurs personnels

### LHJMQ
- 2015-2016 : 
  - nommé recrue de l'année
  - nommé dans l'équipe des recrues
  - remporte le trophée Michel-Bergeron
- 2016-2017 : 
  - remporte le trophée Michel-Brière
  - remporte le trophée Jean-Béliveau
  - nommé dans la première équipe d'étoiles
- 2017-2018 : 
  - termine avec le meilleur ratio plus-moins (+52)
  - nommé dans la deuxième équipe d'étoiles